# Schweyk im Zweiten Weltkrieg
Schweyk im Zweiten Weltkrieg ist ein Drama des Dramatikers Bertolt Brecht. Es entstand 1943 im Exil in den USA, wurde aber nicht fertiggestellt. Noch 1946 verweigerte Brecht dem Deutschen Theater Berlin die Uraufführung mit den Hinweis, Schweyk sei noch nicht fertig. Eine spielfähige Fassung des Stücks wurde von Elisabeth Hauptmann aufgrund mehrerer Manuskripte Brechts herausgegeben. Uraufgeführt wurde es schließlich im Januar 1957, ein halbes Jahr nach Brechts Tod, mit der Bühnenmusik von Hanns Eisler in Warschau. Bertolt Brecht schrieb das Stück Schweyk im Zweiten Weltkrieg in Anlehnung an den Roman Der brave Soldat Schwejk des tschechischen Schriftstellers Jaroslav Hašek. Dabei bleiben die Fremdherrschaft und der Widerstand des tschechischen Volkes gegen ihre Herren als historischer Kontext erhalten. An die Stelle der Herrschaft der Habsburger tritt die der Nationalsozialisten und an die Stelle des Ersten der Zweite Weltkrieg.
Das Stück wurde 1961 für den Süddeutschen Rundfunk mit Hanns Ernst Jäger in der Titelrolle verfilmt.
Der Stoff hatte Brecht beschäftigt, seit er Anfang 1928 an der Berliner Piscator-Bühne an einer Bühnenfassung der Abenteuer des braven Soldaten Schwejk mitgewirkt hatte.

## Inhalt
Der Prager Hundehändler Schweyk ist der Protagonist im Drama. Ähnlich wie die Hauptfigur in der deutschen Übersetzung von Hašeks Roman böhmakelt er. Er kommt durch seinen Freund Baloun in Schwierigkeiten mit der deutschen Besatzungsmacht und muss nach kurzer Anstellung bei der Gestapo in die Wehrmacht, als Strafe für sein Vergehen. Das Vergehen bestand darin, den Lieblingshund seines Gestapo-Chefs geschlachtet und seinem Freund serviert zu haben.
In einer Rahmenhandlung wird gezeigt, wie Hitler den Angriff auf die Sowjetunion plant und durchführt. Diese Rahmenhandlung findet ihre Fusion mit der Geschichte des Schweyks im letzten Bild, in welchem Schweyk als einer der letzten deutschen Soldaten nach Stalingrad kommt und dort auf Hitler trifft. Schweyk ist jedoch nicht beeindruckt von ihm und er entgegnet Hitler:
Und ich sags dir ganz offen, daß ich nur noch nicht weiß
Ob ich auf dich jetzt schieß oder fort auf dich scheiß
Hitler gerät daraufhin außer Kontrolle und fängt an wild herumzutanzen.
Das Nachspiel bildet einen grotesken Kontrast zu dem „Vorspiel in den höheren Regionen“. In dem Vorspiel parodiert Brecht den „Prolog im Himmel“ in Goethes Tragödie Faust. Hitler tritt bei Brecht wie Gott, der Herr, auf, der sich von den drei „Engeln“ Göring, Goebbels und Himmler huldigen lässt; zugleich übernimmt Hitler allerdings auch Züge Mephistos, des Teufels. Durch Brechts Arrangement erhält die Rahmenhandlung eine extreme Fallhöhe.

## Dramentechnik
Das Stück ist von Bertolt Brecht im Stile des epischen Theaters geschrieben. Erkennbar ist das an einer Vielzahl von Verfremdungseffekten, die jegliche Form von Katharsis verhindern. Vielmehr entsteht, insbesondere durch Parodien, die ihr Original verfremden, Komik. So wird nicht nur Goethes Faust parodiert, sondern auch das Horst-Wessel-Lied. Die Spielhandlung unterbrechende Songs reflektieren und kommentieren (wie in vielen Stücken von Bertolt Brecht) die Handlung mehrmals.

## Songs
Für eine Verwendung auch außerhalb seines Stücks Schweyk im Zweiten Weltkrieg sah Brecht mehrere in das Stück eingebettete Songs vor. Anzunehmen ist, dass der Kälbermarsch auch für antifaschistische Radiosendungen vorgesehen war. Der Kälbermarsch ist eine Parodie des Horst-Wessel-Liedes. Außerhalb des Kontextes des Schweyk-Stücks wird oft das von Brecht nur fragmentarisch hinterlassene Lied von der Moldau gesungen, dessen Melodie an Bedřich Smetanas sinfonische Dichtung Die Moldau angelehnt ist.

## Interpretationen und Kritiken

### Fortsetzung oder zeitliche Verschiebung der Romanhandlung?
Nach der Uraufführung des Schweyk in Warschau äußerten sich Kritiker einhellig negativ über die „Verpflanzung“ der Romanhandlung in die Ära des Nationalsozialismus. Dabei gehen die Autoren davon aus, dass nicht etwa Hašeks Schwejk 25 Jahre älter geworden sei, sondern dass Brecht die Handlung in Hašeks Roman verfremdet habe, indem er die Fremdbestimmung seitens österreichisch-ungarischer Staatsorgane durch die seitens des nationalsozialistischen Deutschlands ersetzt habe.
Jan Kott nannte dieses Verfahren einen „künstlerischen Irrtum“, Andrzej Wirth formulierte: „Schweyk als handelnde Person“ sei nur in der alten österreichischen Armee möglich gewesen, „unter den Bedingungen einer relativen persönlichen Freiheit, die eine notwendige Bedingung jeder Handlungsweise ist. Diese relative persönliche Freiheit wurde vom Faschismus zunichte gemacht“. Zu einem ähnlichen Urteil kam die Zeitung „Życie Warszawy“ („Warschauer Leben“): „Hitler-Deutschland war kein Operettenstaat.“ Auch die deutschsprachige Erstaufführung am 1. März 1958 am Theater Erfurt fiel bei Kritikern und Publikum durch. Erst mit der westlichen Erstaufführung am 22. Mai 1959 im Schauspiel Frankfurt in der Inszenierung von Harry Buckwitz, für die Hanns Eisler die Bühnenmusik noch um vier Intermezzi für Orchester erweiterte, begann eine Erfolgsserie des Stückes auf deutschen und ausländischen Bühnen.
Das Berliner Ensemble hingegen fasste anlässlich seiner Schweyk-Inszenierung, die von April 2010 bis September 2013 aufgeführt wurde, die Handlung mit den Worten zusammen: „Der brave Soldat Schweyk, der bereits den ersten Weltkrieg überlebt hat, ist noch am Leben und unsere Geschichte zeigt seine erfolgreichen Bemühungen, auch den zweiten Weltkrieg zu überleben […]“. Demnach erleben Schweyk, die Wirtin und die Stammgäste des Prager Lokals „Zum Kelch“, die alle seit dem Ausbruch des Ersten Weltkrieges 25 Jahre älter geworden sind, vieles zum zweiten Mal. Nach dieser Interpretation hat Brecht eine Fortsetzung des Hašek-Romans verfasst.

## Ausgaben
- Bertolt Brecht: Stücke. Band 10 – Stücke aus dem Exil: Schweyk im zweiten Weltkrieg; Der kaukasische Kreidekreis; Die Tage der Commune. Suhrkamp, Frankfurt am Main 1957 (Erstausgabe). Auch: Aufbau-Verlag, Berlin (DDR) 1958.
- Bertolt Brecht: Schweyk im Zweiten Weltkrieg (= Edition Suhrkamp. 132). Suhrkamp, Frankfurt am Main 1959 u. ö., ISBN 3-518-10132-3.